# 卡斯馬河
卡斯馬河（西班牙語：Río Casma）是秘魯的河流，位於安卡什大區，河道全長106公里，流域面積2,775平方公里，發源自內格拉山脈，最終在卡斯馬以西注入太平洋。

## 外部連結
- Early Monumental Architecture on the Peruvian Coast （页面存档备份，存于）. From: jqjacobs.net. Retrieved on November 3, 2007.